# Danish Junior Cup 2011
Der Danish Junior Cup 2011 fand als bedeutendstes internationales Nachwuchsturnier von Dänemark im Badminton vom 13. bis zum 16. Oktober 2011 in Gentofte statt. Es war die 27. Auflage der Veranstaltung.

## Sieger und Platzierte der Junioren U19
| Disziplin    | Gold                               | Silber                                   | Bronze                                |
| ------------ | ---------------------------------- | ---------------------------------------- | ------------------------------------- |
| Herreneinzel | Lucas Corvée                       | Joshua Eipe                              | Casper Noersoe Pedersen               |
| Herreneinzel | Lucas Corvée                       | Joshua Eipe                              | Kalle Koljonen                        |
| Dameneinzel  | Line Kjærsfeldt                    | Airi Mikkelä                             | Sara Ortvang                          |
| Dameneinzel  | Line Kjærsfeldt                    | Airi Mikkelä                             | Mette Poulsen                         |
| Herrendoppel | Lasse Mølhede Mathias Rud Pedersen | Thomas Dew-Hattens Mathias Bang Knudsen  | Lucas Corvée Joris Grosjean           |
| Herrendoppel | Lasse Mølhede Mathias Rud Pedersen | Thomas Dew-Hattens Mathias Bang Knudsen  | Julien Maio Gaëtan Mittelheisser      |
| Damendoppel  | Sophie Brown Holly Smith           | Julie Finne-Ipsen Isabella Nielsen       | Lorraine Baumann Léa Palermo          |
| Damendoppel  | Sophie Brown Holly Smith           | Julie Finne-Ipsen Isabella Nielsen       | Myke Halkema Gayle Mahulette          |
| Mixed        | Russell Muns Myke Halkema          | Jim Middelburg Soraya de Visch Eijbergen | Frederik Colberg Mette Poulsen        |
| Mixed        | Russell Muns Myke Halkema          | Jim Middelburg Soraya de Visch Eijbergen | Gaëtan Mittelheisser Lorraine Baumann |